# Ислам-шаир
Ислам-шаир (настоящие имя — Ислам Назаров) (1874, кишлак Галла Кассоб Нарпайского района — 17 июля 1953) — советский узбекский поэт и сказитель.
Родился в бедной семье батрака, стихосложению учился у сказителя по имени Эрназар, а также у Эргаша Джуманбулбул оглы.
Из его дореволюционных произведений известен дастан «Орзигуль», в котором он писал о тяжёлой жизни простого народа и косвенно критиковал царскую власть, а также воспевал красоту узбекских женщин.
Поэмы, исполненные Ислам шаиром: “Орзигул”, “Гулихиромон”, “Зулфизар билан Аваз”, “Хирмондали”, “Кунтугмиш”, “Соҳибқирон”, “Эрали ва Шерали”, “Тоҳир ва Зухра”, “Нигор ва Замон”.
После 1917 года стал видным узбекским поэтом, прославлявшим советскую власть («Родина», «Красная Армия»). Был известен своими патриотическими поэмами о борьбе с немецко-фашистскими захватчиками, написанными в годы Второй мировой войны («Книга героев» «Книга битв», «Боевым защитникам Ленинграда»), и антиимпериалистическими поэмами послевоенного времени («Мы сторонники мира», «Руки прочь от Кореи»).